# Sohen Biln
Sohen „Tommy“ Biln (* 17. Juni 1939 in Westlock, Alberta; † 27. März 2012 in Castlegar, British Columbia) war ein kanadischer Steuermann im Rudern, der 1960 eine olympische Silbermedaille gewann.
Der 1,70 m große Student der University of British Columbia war mit dem Boot seiner Universität erfolgreich und trat von 1958 bis 1960 auch international für Kanada an. Bei den British Empire and Commonwealth Games 1958 in Cardiff siegte er mit dem kanadischen Achter in der Besetzung Archibald MacKinnon, Donald Arnold, Wayne Pretty, Glen Mervyn, Walter D’Hondt, Lorne Loomer, Robert Wilson, William McKerlich und Steuermann Sohen Biln. Blin steuerte auch den kanadischen Vierer mit Steuermann mit Donald Arnold, David Helliwell, Walter D’Hondt und Lawrence Stapleton zur Silbermedaille hinter dem englischen Vierer. Kanada gewann in Cardiff 27 Medaillen, die Medaille im Achter war die einzige Goldmedaille. 1959 gehörten Stapleton, Mervyn und Biln auch zu der Crew, die bei den Panamerikanischen Spielen 1959 die Silbermedaille im Achter gewann.
Bei den Olympischen Spielen 1960 in Rom ruderte der kanadische Achter in der Besetzung Donald Arnold, Walter D’Hondt, Nelson Kuhn, John Lecky, David Anderson, Archibald MacKinnon, William McKerlich, Glen Mervyn und Sohen Biln. Im Finale siegte der Deutschland-Achter vor den Kanadiern und dem Boot aus der Tschechoslowakei.
Sohen Biln war später als Apotheker tätig.